# Nomia whiteana
Nomia whiteana är en biart som först beskrevs av Cameron 1905.  Nomia whiteana ingår i släktet Nomia och familjen vägbin. Inga underarter finns listade i Catalogue of Life.